# Pakt familijny
Pakt familijny (hiszp. : Pacto de Familia, fr. : Pacte Familial) nazwa jaką określano przymierza między Hiszpanią a Francją w XVIII wieku. Zwane były one paktami rodzinnymi, ponieważ w obu krajach od początku wieku rządzili Burbonowie. 
Pierwszy pakt zawarto w roku 1733, następne w latach 1743 i 1761.